# ジャノヒゲ属
ジャノヒゲ属（ジャノヒゲぞく、学名：Ophiopogon 、漢字表記：蛇の鬚属）はキジカクシ科（クサスギカズラ科）の属の1つ。かつてはユリ科に含まれていた。

## 特徴
根茎は短い。葉は線形。花は花茎に穂状花序につき、花被片は6個で離生する。雄蕊は6個あり、花糸はごく短い。子房は中位で、種子は成熟するとコバルト色になる。
インドから東アジアに約65種が分布し、日本には3種ある。

## 種

### 日本に分布する種
- ジャノヒゲ Ophiopogon japonicus (Thunb.) Ker Gawl. -日本の北海道西南部・本州・四国・九州・琉球、朝鮮、中国の本土・台湾に分布する。
- オオバジャノヒゲ Ophiopogon planiscapus Nakai -日本固有種。本州、四国、九州に分布する。
- ノシラン Ophiopogon jaburan (Siebold) Lodd. -日本の本州（東海地方以西）・四国・九州・琉球、朝鮮の済州島に分布する。

### その他の主な種
- タイワンジャノヒゲ Ophiopogon bodinieri H.Lév.
- タイワンカブダチジャノヒゲ Ophiopogon intermedius D.Don
- ヨナグニノシラン Ophiopogon reversus C.C.Huang